# Witte vis (film)
Witte vis is een Nederlandse film uit 2009. De speelfilm wordt geregisseerd door Remy van Heugten, bekend van Spoorloos verdwenen en Willemspark. De oorspronkelijke titel van de film luidde Schoon schip.

## Verhaal
Stijn (Mads Wittermans) en Hans (Marcel Hensema) nemen na het overlijden van hun vader zijn kotter over. De twee broers proberen het familiebedrijf van de ondergang te redden.
Het gaat bergafwaarts met de visserij. De relatie tussen Hans en Stijn verloopt moeizaam en het schip is aan vernieuwing toe. De financiële problemen stapelen zich op. De twee broers varen nog één keer uit, met de hoop op een goede vangst.
De vangst levert niet op wat ze hadden gehoopt en de broers gaan teleurgesteld richting huis. Als ze de visnetten binnenhalen ontdekken ze een grote hoeveelheid drugs. Is dit het einde van al hun problemen?

## Rolverdeling
| Rolverdeling         |                  |
| Acteur               | Personage        |
| Marcel Hensema       | Hans             |
| Mads Wittermans      | Stijn            |
| Stefan de Walle      | Peter            |
| Raymond Thiry        | Ad               |
| Mark Ram             | Nick             |
| Jara Lucieer         | Monica           |
| Jack Vecht           | Wim              |
| Joep van Lieshout    | Jan              |
| Pleun van Lieshout   | Eva              |
| Mark Zijlstra        | Dirk             |
| Nelleke Zitman       | Schouwarts       |
| Clemens Levert       | Jongen in toilet |
| Peter Bolhuis        | Joustra          |
| Bastiaan Rook        | Vriend van Nick  |
| Hein van der Heijden | Dominee          |